# Square Belleville - Télégraphe
Square Belleville – Télégraphe je square v Paříži ve 20. obvodu.

## Poloha
Nachází se na rohu ulic Rue de Belleville a Rue du Télégraphe, podle kterých získalo svůj název. Ke square přiléhá hřbitov Belleville.

## Historie
Square bylo založeno v roce 1969 na ploše 1816 m2.